# Onthophagus nemorivagus
Onthophagus nemorivagus là một loài bọ cánh cứng trong họ Bọ hung (Scarabaeidae).